# Église Saint-Germain-d'Auxerre de Rémalard
Pour les articles homonymes, voir Église Saint-Germain-d’Auxerre.
L'église Saint-Germain-d'Auxerre est une église catholique située à Rémalard, en France.

## Localisation
L'église est située dans le département français de l'Orne, dans le bourg de Rémalard.

## Historique
L'édifice est classé au titre des monuments historiques depuis le 25 septembre 1930.